# Maszyna do skupu butelek
Maszyna do skupu butelek, kaucjomat – urządzenie akceptujące puste opakowanie szklane bądź plastikowe w zamian za kwotę pieniężną w postaci bonu lub paragonu. Pierwszy patent dla tego typu urządzenia został zarejestrowany w 1920 w USA. Maszyna ta jest popularna w krajach, w których obowiązkowy jest recykling opakowań np. Norwegii, Niemczech czy Austrii.

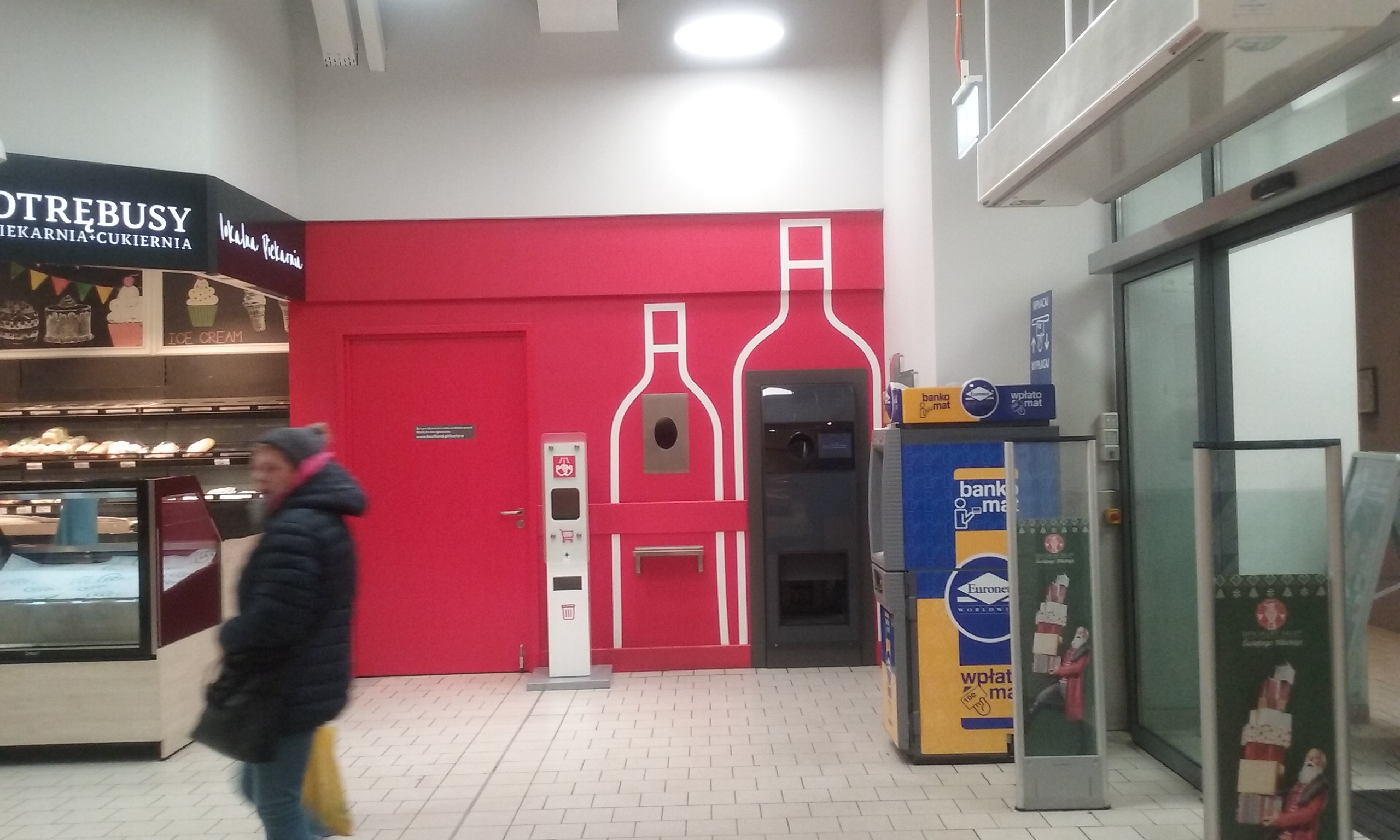
Automat przyjmujący butelki zwrotne w Tomaszowie Mazowieckim.
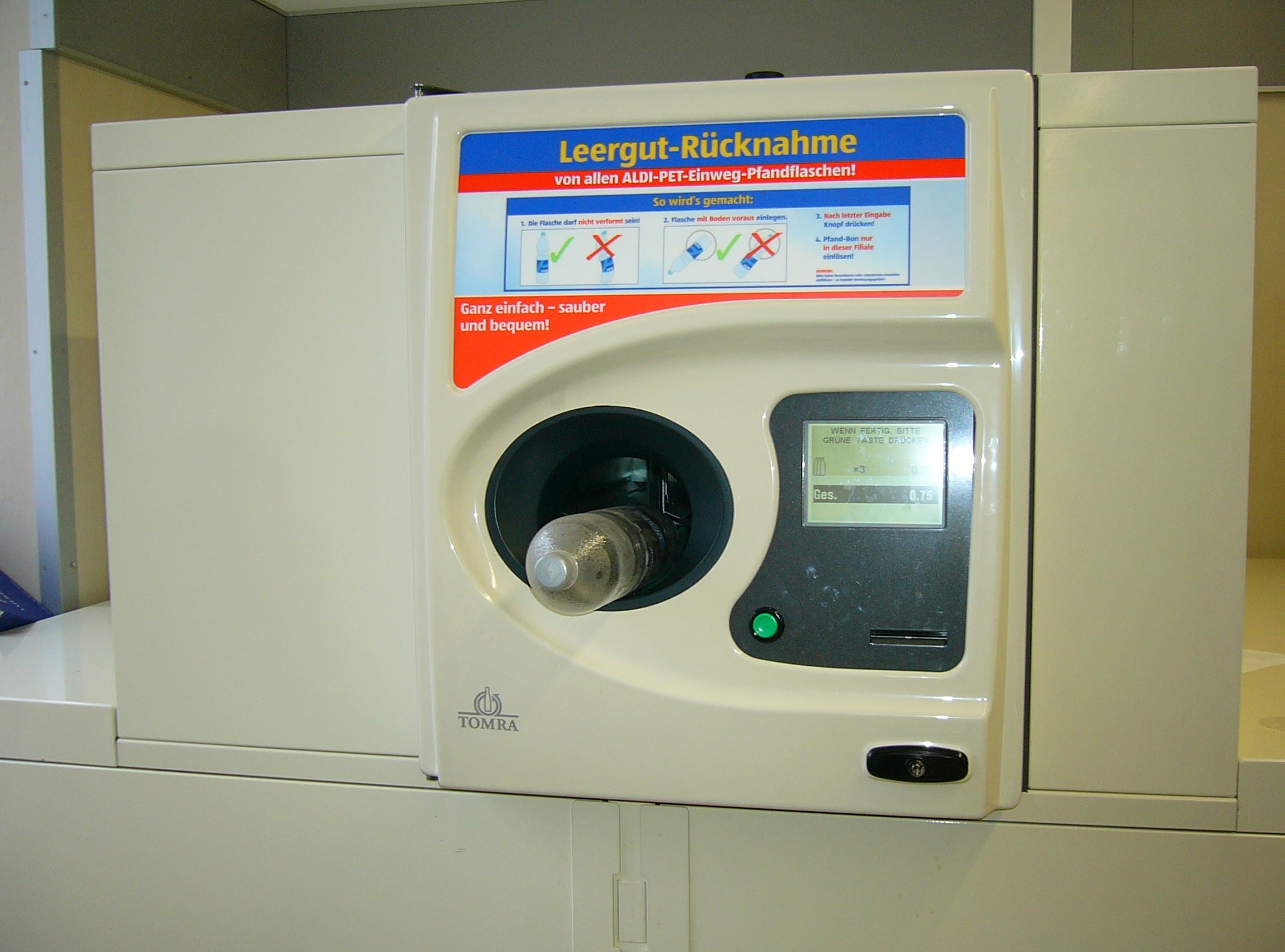
Maszyna do skupu butelek w sklepie Aldi w niemieckim Monachium.
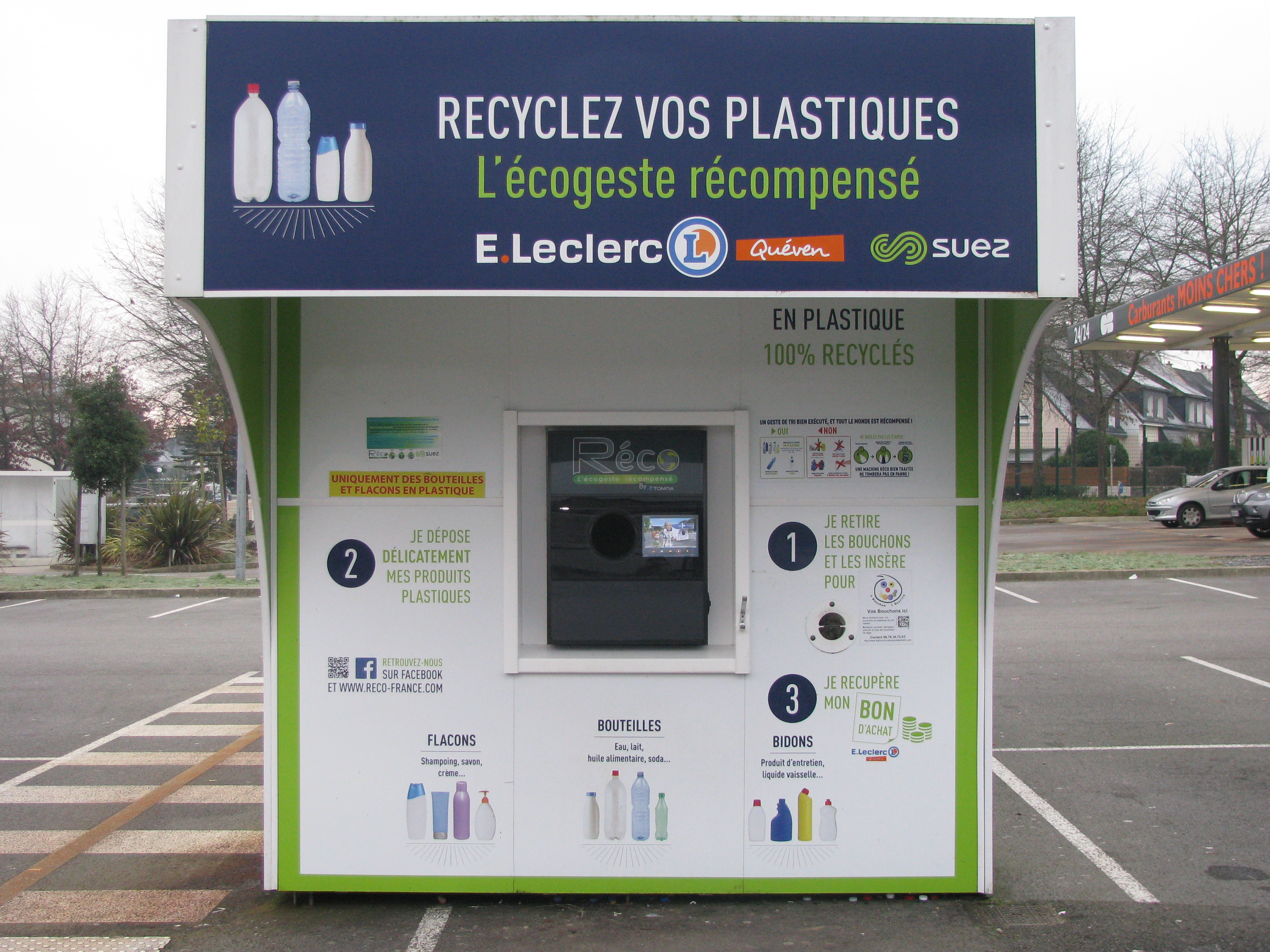
Automat do skupu butelek plastikowych w Quéven we Francji.